# クロケット郡 (テネシー州)
クロケット郡（英: Crockett County）は、アメリカ合衆国テネシー州の西部に位置する郡である。2010年国勢調査での人口は14,586人であり、2000年の14,532人から0.4%増加した。郡庁所在地はアラモ市（人口2,461人）であり、同郡で人口最大の都市でもある。

## 歴史
クロケット郡は1871年に、ヘイウッド郡、マディソン郡、ダイアー郡、ギブソン郡のそれぞれ一部を合わせて設立された。郡名はデイヴィッド・クロケット（1786年-1836年）に因んで名付けられた。クロケットは軍人、テキサス州議会議員、アメリカ合衆国下院議員であり、アラモの戦いで砦を守り戦死した。郡庁所在地のアラモもこれに因む命名である。
1876年、クロケット郡保安官R・F・ハリスと19人の氏名不詳の男達が、郡監獄から4人のアフリカ系アメリカ人を連れ出して殴り、1人を殺した。この事件を処理する「アメリカ合衆国対ハリス事件」裁判で、アメリカ合衆国最高裁判所は、連邦法の下でこの保安官を告発できないと裁定した。

## 地理
アメリカ合衆国国勢調査局に拠れば、郡域全面積は265平方マイル (688 km2)であり、このうち陸地265平方マイル (687 km2)、水域は0平方マイル (1 km2)で水域率は0.08%である。

### 隣接する郡
- ギブソン郡- 北東
- マディソン郡 - 南東
- ヘイウッド郡 - 南
- ローダーデール郡 - 西
- ダイアー郡 - 北西

## 人口動態

人口ピラミッド

以下は2000年の国勢調査による人口統計データである。
| 基礎データ - 人口: 14,532人 - 世帯数: 5,632 世帯 - 家族数: 4,066 家族 - 人口密度: 21人/km2（55人/mi2） - 住居数: 6,138軒 - 住居密度: 9軒/km2（23軒/mi2） 人種別人口構成 - 白人: 81.96% - アフリカン・アメリカン: 14.37% - ネイティブ・アメリカン: 0.20% - アジア人: 0.06% - その他の人種: 2.79% - 混血: 0.63% - ヒスパニック・ラテン系: 5.46% | 年齢別人口構成 - 18歳未満: 25.1% - 18-24歳: 8.1% - 25-44歳: 28.3% - 45-64歳: 22.7% - 65歳以上: 15.8% - 年齢の中央値: 37歳 - 性比（女性100人あたり男性の人口） - 総人口: 93.3 - 18歳以上: 90.7 世帯と家族（対世帯数） - 18歳未満の子供がいる: 32.7% - 結婚・同居している夫婦: 56.4% - 未婚・離婚・死別女性が世帯主: 11.8% - 非家族世帯: 27.8% - 単身世帯: 25.3% - 65歳以上の老人1人暮らし: 11.5% - 平均構成人数 - 世帯: 2.53人 - 家族: 3.01人 | 収入と家計 - 収入の中央値 - 世帯: 30,015米ドル - 家族: 36,713米ドル - 性別 - 男性: 27,436米ドル - 女性: 21,073米ドル - 人口1人あたり収入: 14,600米ドル - 貧困線以下 - 対人口: 16.9% - 対家族数: 13.2% - 18歳未満: 19.5% - 65歳以上: 17.9% |

## 都市と町
- アラモ - 郡庁所在地
- ベルズ
- フレンドシップ

### 町
- クロケットミルズ
- ガズデン
- モーリーシティ

## 見どころ
- ルイーズ・ピアソン記念樹木園